# 軟口蓋側面接近音
軟口蓋側面接近音（なんこうがい そくめん せっきんおん）とは子音の類型の一つ。後舌面と軟口蓋で舌の中央を閉鎖し、舌の両脇から空気を通すことによって生じる音。国際音声記号で[ʟ]と記述される。

## 特徴
- 気流の起こし手 - 肺臓気流機構からの呼気。
- 発声 - 声帯の振動を伴う有声音。
- 調音
  - 調音位置 - 後舌と軟口蓋による軟口蓋音。
  - 調音方法
    - 口腔内の気流 - 舌の脇を気流が通る側面音。
    - 調音器官の接近度 - 摩擦が生じるほどではない狭めから生じる接近音。
    - 口蓋帆の位置 - 口蓋帆を持ち上げて鼻腔への通路を塞いだ口音。

## 言語例
国際音声記号では1989年に正式にこの音のための記号が定義された。1970年代にパプア・ニューギニアのカニテ語にこの音が音素として存在することが報告されて、ようやく音声学者の間に一般的に知られるようになった。現在この音を持つことが知られている言語には、ほかにメルパ語、中部ワギ語、ヤガリア語などのパプア・ニューギニアの諸言語があり、ほかにチャド語派の東チャド諸語に属するコトコ語などや、セイリッシュ語族のコモックス語も[ʟ]を持つという。
- 中部ワギ語 aglagle [aʟaʟe] 「目が回る」[3]
- メルパ語 [paʟa] 「垣根」[4]
- カニテ語 [kaʟa] 「犬」[5]

南部アメリカ英語およびスコットランド英語において、音節末のいわゆる暗いL（軟口蓋化した歯茎側面接近音）の異音として現れることがあるともいわれるが、ピーター・ラディフォギッドとイアン・マディソンによればそのような現象は認められず、おそらく別の音を勘違いしているのではないかという。